# Fabronia minutissima
Fabronia minutissima är en bladmossart som beskrevs av Jean Étienne Duby 1880. Fabronia minutissima ingår i släktet Fabronia och familjen Fabroniaceae. Inga underarter finns listade i Catalogue of Life.